# Isanthrene cajetani
Isanthrene cajetani là một loài bướm đêm thuộc phân họ Arctiinae, họ Erebidae.